# 長尾流
長尾流（ながおりゅう）とは、長尾監物為明が開いた柔術の流派。

## 歴史
流祖は、上杉謙信の家臣の長尾監物為明であるとされる。
上杉家の武芸修練のために長尾監物為明が下野国の二荒山に籠り、研究と修練の末に技を編み出したと伝わる。
事実上の開祖である加賀国金沢藩士の雨夜覚右衛門は参勤交代で江戸に出たとき、青山郷左衛門に就いて長尾流を学び免許皆伝を得て帰郷した。
寛政四年（1792年）三月に金沢城下に長尾流道場を開き、嘉永二年（1849年）には加賀藩主から藩校経武館の師範に命ぜられ明治まで多くの藩士に教えた。

## 現在の伝承状況
長尾為明より十二世の前田光月(平成六年没) まで継承されていた。前田光月は1939年（昭和14年）に11世の吉田賢次郎から免許皆伝を受けて12世を継いで金沢市吉原町に道場を開いて教えていた。この系統は日本古武道協会に所属しており各地の大会で演武していた。
昭和期から平成期にかけて、前田光月から離門した示野喜三郎により、古資料や経験者からの聞き取り・実技体験等を踏まえて技の体系が再整理された。この系統は野々市市の金沢工業大学正伝長尾流躰術部及び能美市の根上武道館において活動している。

## 系譜
六代目の雨夜覚右衛門から記す。
- 雨夜覚右衛門
  - 石黒権左衛門輝司
    - 佐村正勝
      - 羽柴常次郎
      - 吉田賢次郎
        - 前田光月
          - 前田嘉孝

  - 恒元佐五衛門賢英
  - 鰐部安右衛門直方
  - 徒田英幸
    - 木村勝政
      - 越村弥太郎
        - 松寺仁平

## リンク
- 金沢工業大学正伝長尾流躰術部
- 正伝長尾流古武術長尾会